# Iris Lezcano
Iris Lezcano (Aldaya, 6 de noviembre de 1985) es una actriz española.

## Biografía
Iris Lezcano se formó como actriz en la Escuela Superior de Arte Dramático de la ciudad de Valencia.
Al terminar la carrera comenzó a trabajar en la exitosa serie de Telecinco Sin tetas no hay paraíso, protagonizada por Miguel Ángel Silvestre y Amaia Salamanca, y dando vida al personaje de Paula.
También interpretó, durante cinco temporadas, a Anitín, en la popular serie valenciana L'Alqueria Blanca.
Además ha participado en numerosas series de éxito como Hospital Central o El comisario.
En su etapa en Londres continuó con su formación en el campo de la interpretación, asistiendo a clases en el Actor’s Centre, y trabajó también en numerosos spots británicos y en un episodio de la serie de BBC3 Live at the electric.
Mostró su faceta más cómica en la serie de sketches de TVE José Mota presenta... o en la obra de teatro Un jardín francés.
Además, dio vida al personaje histórico Johana Van der Gheinst en Carlos, rey emperador.
En 2016 fue elegida por la Diputación de Valencia para protagonizar el video promocional de la nueva marca turística de la provincia.

## Filmografía

### Televisión
| Años                 | Título                   | Cadena             | Papel                         |
| -------------------- | ------------------------ | ------------------ | ----------------------------- |
| 2021                 | Servir y proteger        | TVE                | Natalia                       |
| 2015                 | Carlos, rey emperador    | TVE                | Johana Van der Gheinst        |
| 2015                 | José Mota presenta...    | TVE                | Varios                        |
| 2014                 | Live at the electric     | BBC                | Angelina                      |
| 2009-2013; 2021-2022 | L'Alqueria Blanca        | Canal Nou / À Punt | Anna "Annitín" Roig Pedreguer |
| 2011                 | Entre dos reinos         | Canal Nou          | Amparo                        |
| 2008-2009            | Sin tetas no hay paraíso | Telecinco          | Paula                         |
| 2008                 | Maniàtics                | Canal Nou          | Anna Mari                     |
| 2005                 | El comisario             | Telecinco          | Olga                          |
| 2002                 | Hospital Central         | Telecinco          | Eva                           |
| 2002                 | Síndrome Laboral         | Canal Nou          | María                         |

### Teatro
| Obra                    | Director       |
| ----------------------- | -------------- |
| La vidente de Manhattan | Victor Lucas   |
| Habitación 069          | Rafa Alarcón   |
| Un jardín francés       | Ximo Solano    |
| Después de la lluvia    | Ramón Moreno   |
| La excepción y la regla | Bertolt Brecht |